# تيدي شوفالييه
تيدي شوفالييه (28 يونيو 1987 في فرنسا - ) (بالفرنسية: Teddy Chevalier)‏ هو لاعب كرة قدم فرنسي في مركز الهجوم. لعب مع آر كي سي فالفيك وتشايكور ريزه سبور وزولته فاريجيم ونادي غويونيون ونادي فالينسيان ونادي كورتريك ونادي سيراين.

## روابط خارجية
- تيدي شوفالييه على موقع اتحاد تركيا (لاعب) (الإنجليزية)
- تيدي شوفالييه على موقع قاعدة بيانات كرة القدم.إي يو (الإنجليزية)
- تيدي شوفالييه على موقع ليكيب (الفرنسية)
- تيدي شوفالييه على موقع Soccerway.com (الإنجليزية)
- تيدي شوفالييه على موقع عالم كرة القدم.نت (الإنجليزية)